# Priocnemis unicolor
Priocnemis unicolor (лат.) — вид дорожных ос рода Priocnemis (Pompilidae).

## Распространение
Встречается на Дальнем Востоке. Россия: Приморский  край, Красноярский край, Курильские острова (Кунашир, Шикотан), Япония (Хонсю).

## Описание
Длина тела самцов 5,0—6,0 мм, самок — 5,5—9,0 мм. Основная окраска тела чёрная. Лёт отмечен в июле и августе. Предположительно, как и другие виды своего рода охотятся на пауков. Вид был впервые описан в 1926 году советским гименоптерологом Всеволодом Владимировичем Гуссаковским 1904—1948; Зоологический музей МГУ, Москва) под первоначальным именем Salius unicolor Gussakovskij, 1926 и назван по признаку однотонной окраски.